# Perusia maculata
Perusia maculata är en fjärilsart som beskrevs av Butler 1882. Perusia maculata ingår i släktet Perusia och familjen mätare. Inga underarter finns listade i Catalogue of Life.